# Novi Žednik
Novi Žednik (cyr. Нови Жедник) – wieś w Serbii, w Wojwodinie, w okręgu północnobackim, w mieście Subotica. W 2011 roku liczyła 2381 mieszkańców.